# Apiophora elvirae
Apiophora elvirae är en tvåvingeart som beskrevs av Reed och Ruiz 1941. Apiophora elvirae ingår i släktet Apiophora och familjen Mydidae. Inga underarter finns listade i Catalogue of Life.